# 이발외과의

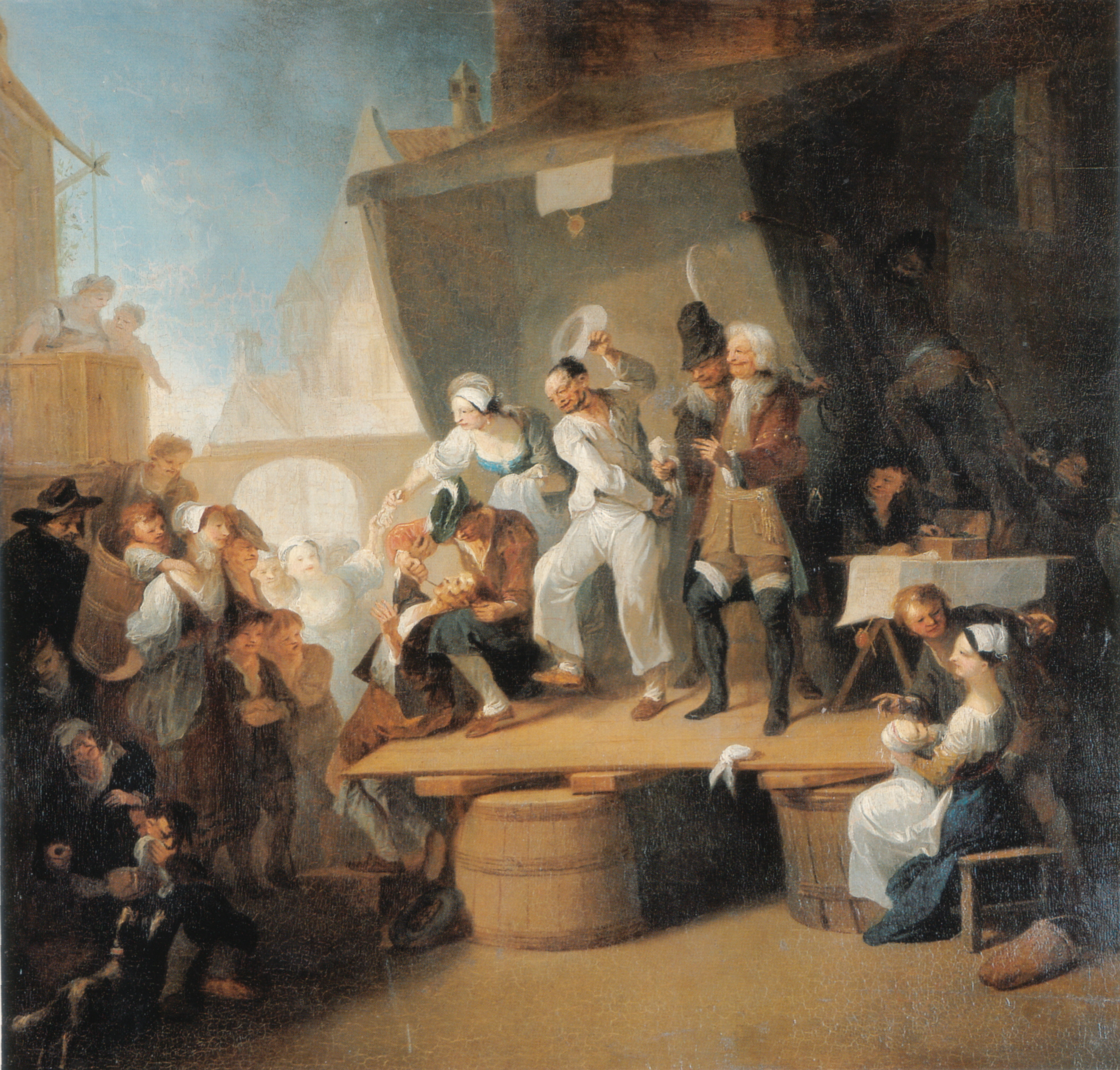
프란츠 안톤 말베르츠의 《돌팔이 의사》(Der Quacksalber, 1785년 경)에 묘사된 이발외과의

이발외과의(理髮外科醫, 영어: barber surgeon)는 중세 유럽에서 의료 행위를 맡아 했던 직업들 중의 하나로, 주로 전투 중이나 후에 부상을 입은 병사들을 담당했다. 이 시기 수술은 의사가 아니라 주로 면도용 칼과 손재주를 지닌 이발사가 시행했으며, 머리카락을 자르는 것에서부터 치아를 발치하거나 사지를 절단하는 것까지의 시술을 행했다.
외과 수술을 했던 중세 유럽의 이발사의 모습은 오늘날 이발소 간판 기둥 등에 그 흔적이 남아있다.